# 디지털 액자

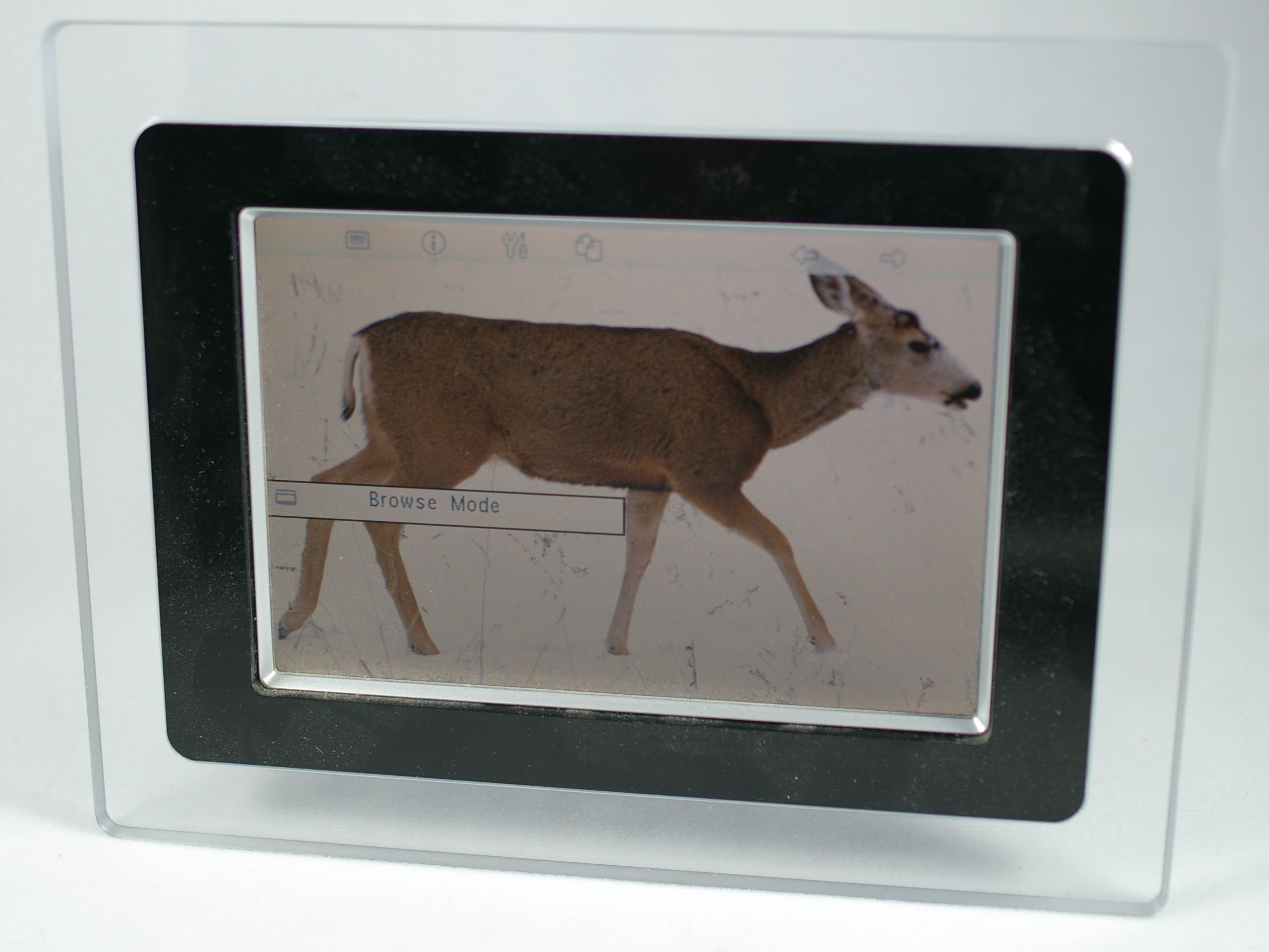
디지털 액자

디지털 액자는 디지털 사진을 프린터로 출력하거나 컴퓨터를 사용하지 않고 보여주는 액자이다.

## 특징
디지털 액자는 일반적으로 7 인치에서 20 인치 내외이다. 일부 디지털 액자는 JPEG 사진만을 보여줄 수 있다. 대부분의 디지털 액자는 여러 장의 사진을 원하는 시간 간격으로 슬라이드 쇼의 형태로 보여준다. 사진을 프린터로 출력할 수도 있다.
디지털 카메라로 녹화된 동영상 클립이나 MPEG 비디오 파일, 그리고/또는 MP3 오디오 파일 등 멀티미디어 컨텐츠를 지원하는 액자도 있다. 대부분 텍스트 파일을 표시할 수 있다.
어떤 액자는 RSS 피드, 플리커 같은 사진 공유 사이트, 피카사 등의 인터넷과 e-mail에서 사진을 불러올 수 있다. 이런 네트워크 모델은 대개 무선랜(802.11)을 지원한다.
디지털 액자는 카메라의 메모리카드에서 직접 사진을 보여주고, 어떤 제품은 내부 메모리 저장장치를 제공하기도 한다. USB 연결이나 블루투스 기술을 이용하여 사용자가 사진을 액자의 메모리에 업로드할 수 있는 것도 있다. 몇몇은 휴대폰을 연결하여 사진을 보낼 수 있다. 일부 액자는 다른 액자와 사진을 공유할 수 있다.
대부분의 7 인치(17.5cm) 모델은 이미지를 430 x 234 픽셀로 보여준다. 종횡비가 16:9인 몇 모델에서는 풍경 이미지의 가로폭이 늘어나서 눈에 띄는 왜곡을 야기한다. 일체형 스피커는 소리와 함께 비디오 컨텐츠를 재생하고 다수의 액자는 리모콘을 제공한다.

## 제약 사항
디지털 액자의 종횡비가 원본 사진의 종횡비와 항상 맞지는 않기 때문에 몇몇 사진은 만족할 만한 수준으로 표시되지 않는다. 예를 들면 검은 바탕과 함께 너무 작게 표현되거나, 자동으로 줌인되어 무작위적으로 가장자리가 잘려나간다. 이 문제는 사진을 디지털 액자에 전송하기 전에 사진 편집 소프트웨어를 사용하여 크기를 조절하면 해결할 수 있다.

## 보안 문제
2008년 2월, 중국에서 생산된 다수의 디지털 액자의 내부 저장 장치에서 Mocmex라고 명명된 트로이 목마가 발견되었다.